# Riksmålsförbundets barn- och ungdomsbokspris

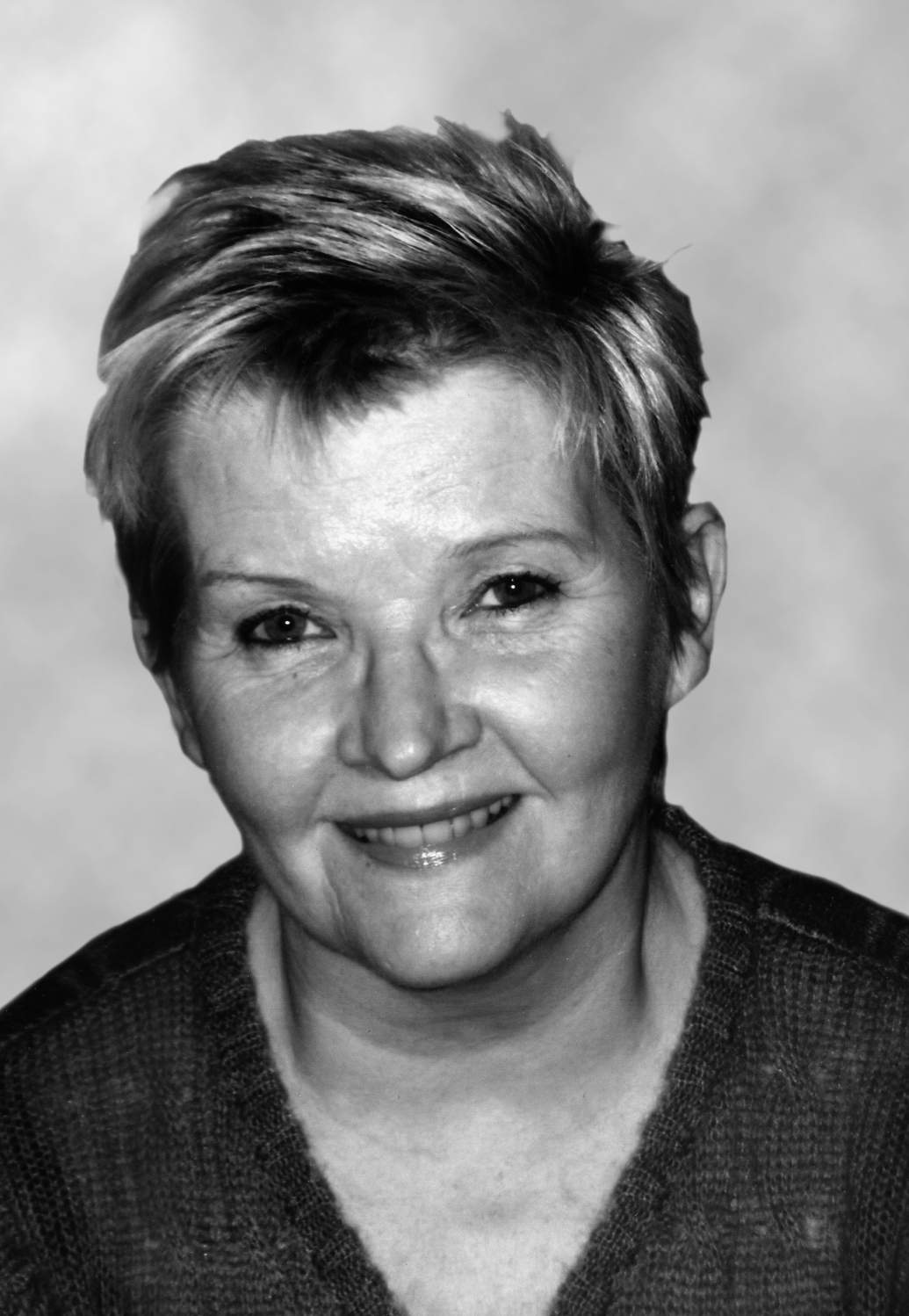
Hæge Follegg Pedersen

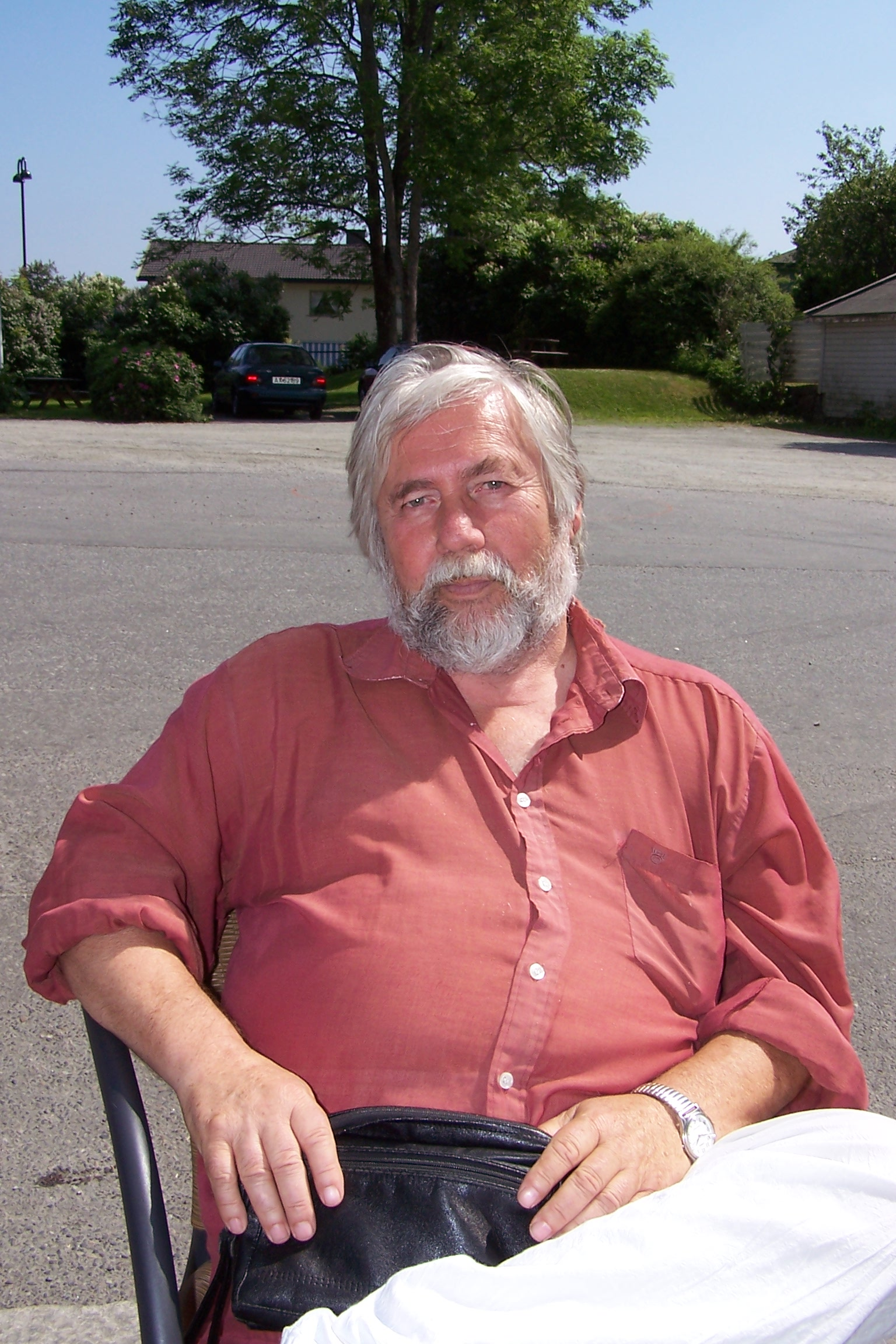
Tor Åge Bringsværd

Riksmålsförbundets barn- och ungdomsbokspris (norska:Riksmålsforbundets barne- og ungdomsbokpris) är ett norskt litterärt pris som delas ut av Riksmålsforbundet till en norsk barnboksförfattare eller en översättare av utländska barnböcker. Sedan 1988 utdelas priset årligen. Själva priset består vanligtvis av ett grafiskt tryck.

## Pristagare
- 1977 – Anne-Cath. Vestly
- 1986 – Tor Åge Bringsværd
- 1988 – Vera Henriksen
- 1989 – Hæge Follegg Pedersen
- 1990 – Torstein Bugge Høverstad (för översättning)
- 1991 – Eyvind Skeie
- 1992 – Nicole Macé
- 1993 – Paul Leer-Salvesen
- 1994 – Gunnar Staalesen
- 1995 – Atla Lund
- 1996 – Minken Fosheim
- 1997 – Elisabeth Bjørnson (för översättning)
- 1998 – Else Færden
- 1999 – Tor Åge Bringsværd
- 2000 – Elin Brodin och Henning Hagerup
- 2001 – Charlotte Glaser Munch
- 2002 – May B. Lund
- 2003 – Jostein Gaarder
- 2004 – Klaus Hagerup
- 2005 – Rune Johan Andersson för Post
- 2006 – Simon Stranger för Gjengangeren
- 2007 – Fam Ekman för Kall meg onkel Alf (men också med en sidoblick på hela hennes tidigare produktion)
- 2008 – Aleksander Melli för Barneregjeringen
- 2009 – Taran L. Bjørnstad för DBY
- 2010 – Anna Bache-Wiig för Don Fridtjof
- 2011 – Sverre Knudsen för Aarons maskin
- 2012 – Tor Fretheim för Kjære Miss Nina Simone
- 2013 – Cecilie Treimo för Sommerhuset
- 2014 – Jon Ewo för 1957